# براغیده
براغیده (به عربی: براغیدة) یک روستا در سوریه است که در ناحیه صوران (حلب) واقع شده‌است. براغیده ۹۹۵ نفر جمعیت دارد.